# Gerardo Daniel Ruiz
Gerardo Daniel Ruiz Barragán (* 5. September 1985 in Mexiko-Stadt) ist ein mexikanischer Fußballspieler auf der Position des Torwarts. 

## Laufbahn
Ruiz erhielt seinen ersten Profivertrag beim Club Atlante, bei dem er auch gegenwärtig unter Vertrag steht. Zwischenzeitlich war er an das Atlante-Farmteam Potros Neza ausgeliehen, für das er in der Saison 2009/10 vier Einsätze in der zweiten Liga absolvierte. Anschließend wurde er an die Jaguares de Chiapas ausgeliehen, für die er in der Clausura 2011 drei Einsätze in der höchsten mexikanischen Spielklasse bestritt. 
Seit der Saison 2014/15 ist er Stammtorhüter seines langjährigen Vereins Atlante, mit dem er in der Apertura 2015 die Finalspiele erreichte, die gegen den FC Juárez verloren wurden. 